# Diplodontias dilatatus
Diplodontias dilatatus is een zeester uit de familie Odontasteridae.
De wetenschappelijke naam van de soort werd in 1875 gepubliceerd door Edmond Perrier.